# Cygwin
Cygwin is een verzameling van vrije hulpprogramma's bedoeld om Unix-programma's op de meeste versies van Microsoft Windows te draaien.
Cygwin is oorspronkelijk ontwikkeld door Cygnus Solutions dat in 1999 overgenomen is door Red Hat. Het primaire doel is om software die draait op een POSIX-systeem (zoals Linux, BSD en Unix-systemen) geschikt te maken voor Windows, door alleen de oorspronkelijke broncode te hercompileren. Programma's die omgezet zijn voor de Cygwin-omgeving, zijn doorgaans geschikt voor Windows 2000 of hoger.
Microsoft biedt een gelijkaardig alternatief voor Cygwin, namelijk het Services for UNIX-pakket.

## Beschrijving
Cygwin bestaat uit een bibliotheek van POSIX-systeemfuncties die geïmplementeerd zijn in termen van Win32-systeemfuncties, een aantal GNU-ontwikkelingsprogramma's (zoals GCC en GDB) voor softwareontwikkeling en een aantal standaard programma's om gezamenlijk een UNIX-systeem te vormen. In 2001 is ondersteuning voor het X Window System toegevoegd.